# Hankó Balázs
Hankó Balázs Zoltán (Salgótarján, 1978. március 20. –) magyar gyógyszerész, egészségügyi szakmenedzser, egyetemi tanár, a Kulturális és Innovációs Minisztérium államtitkára (2022-2024), majd minisztere (2024-től).

## Életpályája
A gödöllői Török Ignác Gimnáziumban érettségizett, majd gyógyszerészi diplomát szerzett a Semmelweis Orvostudományi Egyetem Gyógyszerésztudományi Karán. 2005-ben ért el PhD-fokozatot, summa cum laude minősítéssel, az évek során pedig számos felsőfokú szakvizsgát tett le. 2023-ban egyetemi tanári fokozatot szerzett.
A Semmelweis Orvostudományi Egyetem Gyógyszerügyi Szervezési Intézetében kezdetben rezidens gyógyszerész volt, majd 2018 és 2020 között az egyetem stratégiai és fejlesztési rektorhelyettese. 2010 és 2014 között gyógyszerészeti ügyekben minisztériumok, illetve főhatóságok tanácsadója volt. 2017 és 2020 között az Emberi Erőforrások Minisztériuma, majd az Innovációs és Technológiai Minisztérium orvos- és egészségtudományi képzést folytató felsőoktatási intézmények fejlesztéséért felelős miniszteri biztosa volt. 
2020 és 2022 között az Innovációs és Technológiai Minisztérium, majd a Kulturális és Innovációs Minisztérium felsőoktatásért felelős helyettes államtitkáraként dolgozott. 2022. december 1. és 2024. június 30. között a minisztérium felsőoktatásért, innovációért, szakképzésért és felnőttképzésért felelős államtitkára.
2024 júniusában Orbán Viktor miniszterelnök felkérte – a leköszönő Csák János minisztert váltva – a Kulturális és Innovációs Minisztérium vezetésére, melynek vezetését július 1-jével vette át.